# Weberstraße 32 (Quedlinburg)

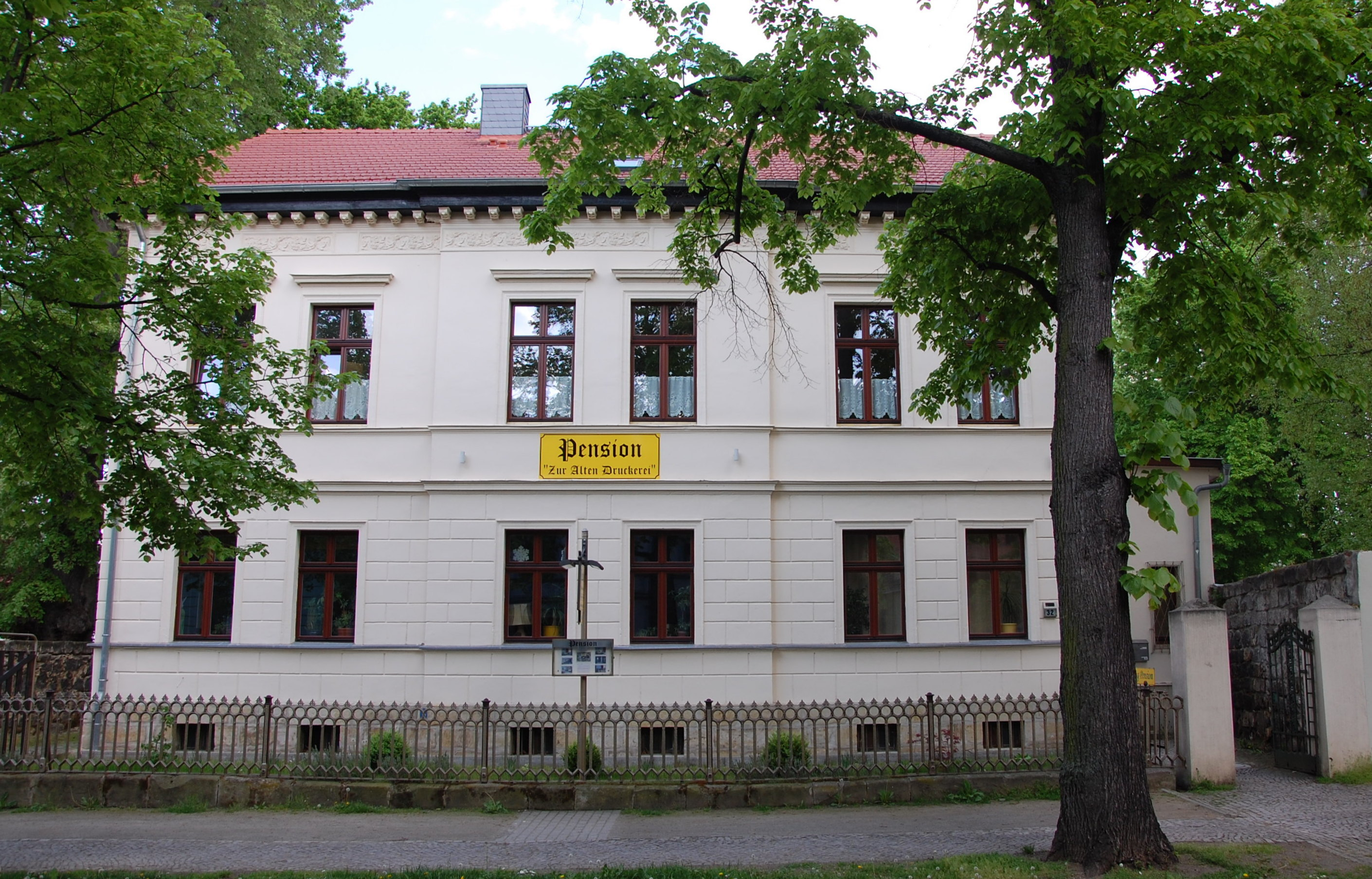
Haus Weberstraße 32. 2014

Das Haus Weberstraße 32 ist ein denkmalgeschütztes Gebäude in der Stadt Quedlinburg in Sachsen-Anhalt.

## Lage
Es befindet sich im nördlichen Teil der historischen Quedlinburger Neustadt, auf der Ostseite der Weberstraße. Im Quedlinburger Denkmalverzeichnis ist es als Villa eingetragen.

## Architektur und Geschichte
Die zweigeschossige Villa entstand im dritten Viertel des 19. Jahrhunderts. Der schlichte, verputzte Bau ist im Stil des Spätklassizismus gestaltet. Der neogotische Zaun des Vorgartens ist aus Eisenguss gefertigt.
Im Gebäude wird die Pension Zur alten Druckerei betrieben.